# كيفن كريستي (سياسي)
كيفن كريستي (بالإنجليزية: Kevin Christie)‏ هو سياسي أمريكي، ولد في 7 أبريل 1950 في الولايات المتحدة. انتخب عضو مجلس نواب فيرمونت.